# Peter Birks
Peter Brian Herrenden Birks (* 3. Oktober 1941; † 6. Juli 2004) war ein britischer Jurist. Er ordnete das englische Recht in dem Teil neu, der sich damit befasst, wie unrechtmäßige Bereicherung korrigiert wird (engl. Restitution). Er gilt als einer der bedeutendsten englischen Hochschullehrer für Rechtswissenschaft im 20. Jahrhundert.

## Leben
Der Sohn eines praktischen Arztes besuchte ab 1957 die Grammar School von Chislehurst und Sidcup (Kent) nach einem Jahr in Repton und einer Kindheit in Indien.
Birks studierte am Trinity College der University of Oxford. Nach seinem Abschluss in Oxford lehrte er 1966 kurzzeitig in den Vereinigten Staaten. Im folgenden Jahr erhielt seinen Master of Laws vom University College London, wo er 1966 auch seine erste akademische Position annahm. Von 1971 bis 1981 war er Fellow am Brasenose College und lehrte zusätzlich auch am University College London. Von 1981 bis 1987 lehrte er an der Universität Edinburgh, ab 1985 mit eigenem Lehrstuhl. 1988 übernahm er einen Lehrstuhl an der Universität Southampton. 1989 wurde er Regius Professor of Civil Law in Oxford, eine Position, die er bis zu seinem Tode innehatte. Er war ein Oxbrige Fellow des All Souls College der University of Oxford. Seiner Reputation verdankt Birks Gastprofessuren an der Australian National University (1989), Katholieke Universiteit Nijmegen (1994 bis 1996), der University of Texas (2001) und der Universität Leiden (2003). Die Vorlesungsreihen 1992 an der University of Western Australia und 1999 an der Victoria University of Wellington, beide zum Schadensersatzrecht, wurden als Bücher veröffentlicht.
In seinen letzten zehn Lebensjahren stützte sich Birks nicht nur auf die Quellen des römischen Rechts, sondern zunehmend auch auf deutsche Quellen, die er wegen der detaillierten Klarheit bewunderte.
Birks war der erste Herausgeber des Buches „English Private Law“, in welchem er versucht, den gesamten Umfang des englischen Privatrechts zusammenzufassen und zu rationalisieren, um seinen überzeugten Anspruch an Ordnung und Charakteristik der juristischen Disziplin neu zu ordnen, die er zuvor als zu eklektisch und inkonsistent betrachtete. Des Weiteren schrieb er „An Introduction To The Law Of Restitution“ und „Unjust Enrichment“, und 142 Beiträge zu juristischen Fachzeitschriften.
In dem realen Rechtsfall Woolwich Building Society v Inland Revenue Commissioners folgte der Lordrichter Robert Goff Birks Rechtsmeinung und bezeichnete die Argumentation als „mächtig“ (powerfull). Insbesondere wurde hier ein Präzedenzfall gesetzt, in dem zu Unrecht erhobene Steuern rückerstattet werden mussten.
Birks starb am 6. Juli 2004 im Alter von 62 Jahren an seinem Krebsleiden. Er hinterließ seine dritte Ehefrau, Jackie, die er 1984 heiratete, ihren gemeinsamen Sohn, eine Tochter aus erster Ehe, sowie eine Tochter und einen Sohn aus zweiter Ehe. Eine seiner Töchter ist das Model Laura Bailey.

## Leistungen
Birks organisierte das englische Bereicherungsrecht neu. Dieser Teil des Rechts, der sich damit befasst, wie unrechte Bereicherung einzelner korrigiert wird, war seiner Meinung nach das letzte Rechtsgebiet, dass der Rationalisierung durch die Autoren seit dem 19. Jahrhundert entgangen war. Es war in Stücken und Teilen dem Vertrags- und Stiftungsrecht untergeordnet. Zwar bewegte sich Birks nach eigenen Aussagen im „Windschatten“ von Goff und Jones, aber er konzentrierte sich auf die Organisation und die Erarbeitung der fundamentalen Prinzipien. Die Aufgabe wird als schwierig bezeichnet, da das Bereicherungsrecht üblicherweise sehr spät als grundlegendes Sachgebiet erkannt wird und gleichzeitig viele andere Bereiche berührt, die schon in Doktrinen und Regulierungen fixiert sind.
Gemeinsam mit Grant McLeod fertigte Birks eine neue Übersetzung der Institutiones Iustiniani an, die in England inzwischen zum Standardwerk avancierte. Seine Bemühungen um systematische Kategorisierung resultierte in der Entwicklung des Oxford Standard for Citation of Legal Authorities (OSCOLA), dem Standardwerk zur Zitationsweise von juristischen Texten im Vereinigten Königreich.

## Ehrungen
1993 wurde er zum Ehrenfellow des University College London ernannt, 1994 berief ihn die Universität seines Grundstudiums, das Trinity College in Oxford, zum Ehrenfellow, und er wurde Mitglied der Academy of European Privat Lawyers. 1989 wurde Birks Mitglied der British Academy. Die Universität Oxford verlieh ihm 1991 den Doctor of Civil Law (D.C.L.) und im gleichen Jahr die Universität Edinburgh den Doktor der Rechte. 1995 wurde er Ehren-Kronanwalt. 2001 wurde er ausländisches Mitglied der Königlich Niederländischen Akademie der Wissenschaften. 2002/03 diente er als Präsident der Society of Legal Scholars. Er lehrte im ganzen Commonwealth und in Europa. Posthum wurde 2006 eine Festschrift zu Ehren Birks von Andrew Burrows und Alan Rodger herausgegeben; Mapping the Law – Essays in Memory of Peter Birks.
Birks hielt Ehrendoktortitel der Universität Regensburg (1996), De Montfort University in Leicester (1999) und der Radboud-Universität Nijmegen (2002).

## Veröffentlichungen (Auswahl)
Bücher
- An Introduction to the Law of Restitution. 1988
- Unjust Enrichment. Clarendon, 2004
- English Private Law. Oxford University Press, 2000

Artikel
- Before We Begin: Five Keys to Land Law. In: S. Bright und J. Dewar: Land Law: Themes and Perspectives. Oxford University Press, 1998, S. 457–486
- Compulsory Subjects: Will the Seven Foundations ever Crumble? In: Web Journal of Current Legal Issues. 1995, Nr. 1
- mit Grant McLeod: The Implied Contract Theory of Quasi-Contract: Civilian Opinion Current in the Century before Blackstone. In: Oxford Journal of Legal Studies. Band 6, Nr. 1, 1986, S. 46–85